# Мимант (сателит)
Мимант или Мимас је Сатурнов сателит, 200.000 km удаљен од Сатурна, и налази се у Сатурновом Е-прстену. Пронашао га је 1789. године астроном Вилијам Хершел (Herschel).
Мимант има период обртања око своје осе од 22 сата 37 минута и 5 секунди, масу 3.84×1019kg и средњи пречник 397,2 km. Средња густина Миманта је 1,17 g/cm³ што упућује да је месец углавном начињен од леда, те можда мање количине камена. Најуочљивији облик на Миманту је кратер Хершел, који покрива готово трећину његовог пречника; ивице кратера су приближно 5 km високе, док неки делови дна кратера достижу и дубину од 10 km у односу на средњи ниво површине.